# Signoria di Biscaglia
La Signoria di Biscaglia (in spagnolo Señorío de Vizcaya, in basco Bizkaiko Jaurerria) era una regione sotto il dominio feudale nella regione di Biscaglia nella penisola iberica tra il 1040 e il 1876, governata da un personaggio politico noto come il Signore di Biscaglia, una delle Signorie basche. Era un territorio con una propria organizzazione politica, con una propria bandiera navale, un fondaco a Bruges e uffici doganali a Balmaseda e Urduña, dall'XI secolo fino al 1876, quando le Juntas Generales furono abolite. Dal 1379, quando Giovanni I di Castiglia divenne il signore di Biscaglia, la signoria fu integrata nella Corona di Castiglia e, infine, nel Regno di Spagna.

## I miti della fondazione
Il primo riferimento esplicito alla fondazione della signoria di Biscaglia è nel Livro de Linhagens, scritto tra il 1323 e il 1344 da Pietro Alfonso, conte di Barcelos. È un racconto del tutto leggendario. Il libro narra l'arrivo in Biscaglia di un uomo di nome Froom, fratello del re d'Inghilterra, che lo aveva espulso dal suo regno. Froom insieme a suo figlio, Fortun Froes, sconfigge gli Asturiani a Busturia. Froom viene ucciso in battaglia; suo figlio è stato nominato il primo signore di Biscaglia. Il conte di Barcelos elenca quindi altri sei mitici signori prima di arrivare a Lope, lo storico signore della fine dell'XI secolo, Lope Íñiguez. Una storia notevole tra questi racconti, che ha qualche somiglianza con la leggenda di Melusina, è quella della Signora di Biscaglia (La Dama de Viscaya), una bellissima sconosciuta trovata in campagna dal Signore Diego López. Si unisce a lui solo quando accetta determinate condizioni, ma in seguito le viola e lei fugge in campagna con la figlia. Diego López viene successivamente catturato dai Mori e il loro figlio Enheguez Guerra cerca aiuto da sua madre. Gli dà un cavallo, Pardalo, con il quale libera suo padre e successivamente riesce in tutte le sue battaglie. Si dice che gli ultimi signori abbiano fatto sacrifici a Busturia in ringraziamento per questi eventi, il loro fallimento ha portato ad attacchi ai signori e ai cittadini da parte di un misterioso cavaliere.
Una storia più nota ma altrettanto mitica appare nelle Bienandanzas e Fortunas di Lope García de Salazar (1454). In questa storia, un uomo di nome Çuria nasce dall'unione del dio Sugaar e una principessa scozzese (o in altre versioni, irlandese, danese o franca) nel villaggio di Mundaka. Çuria era il capo eletto dei Biscaglia prima della vittoriosa battaglia di Arrigorriaga (o di Padura) contro le forze d'invasione del Regno delle Asturie. La tradizione vuole che prima della battaglia abbia visto due lupi portare in bocca degli agnelli, presagendo la vittoria; questa scena è rappresentata nello stemma araldico dei Signori di Biscaglia della Casata degli Haro. García de Salazar continua dando a Çuria due figli di madri diverse, Munso López (forse che rappresenta lo storico Munio Vélaz dell'inizio del X secolo) e Ínigo Esquira (un apparente trasposizione temporale di un alter ego del successivo signore con lo stesso nome), che sono seguiti da altri signori apocrifi, Lope Díaz e Sancho López, prima che García de Salazar nomini un secondo Ínigo Esquira, che questa volta rappresenta il primo autentico signore di Biscaglia, l'Íñigo López Ezkerra dell'XI secolo. Questa storia di Çuria si svilupperà ulteriormente nella leggenda di Jaun Zuria (il Signore Bianco) di Biscaglia, trattata come una figura storica forse identica a Froom dagli storici del XIX secolo.
Lo storico del XVI secolo Gonzalo Argote de Molina racconta di altri leggendari signori di Biscaglia, e in questo è seguito da diversi storici del XVII e XVIII secolo. Chiamano un Hudon (o Eudon), figlio di un duca di Cantabria, che divenne signore di Biscaglia e che aveva un figlio di nome Zenone che gli successe nel titolo. Hudon e Zeno sono variamente collocati in date diverse che vanno dalla metà dell'VIII secolo alla fine del IX secolo e, sebbene i dettagli precisi differiscano nei diversi racconti, sono descritti come legati per matrimonio al re di Pamplona e a Jaun Zuria . Come per Froom e Çuria, non c'è una base storica per questi uomini.

## Storia

### La Biscaglia prima della Signoria
La prima volta che Biscaglia viene menzionata con quel nome (in spagnolo, Vizcaya) è nella Cronaca di Alfonso III alla fine del IX secolo, che racconta delle regioni ripopolate agli ordini di Alfonso I, e come alcuni territori "di loro proprietà" , tra cui Biscaglia, non sono stati interessati da questi ripopolamenti. Biscaglia è menzionata ancora nella Codice di Roda del X secolo, che narra il matrimonio tra Velazquita, figlia di Sancho I di Pamplona, con Munio Velaz, conte di Álava, in Biscaglia. Si ritiene quindi che Biscaglia fosse in questo periodo controllata dal Regno di Navarra.

### Casata degli Haro
Nel 1076, dopo l'assassinio di Sancho IV di Navarra, Alfonso VI di León e Castiglia e Sancho Ramírez di Aragona combatterono una guerra per il controllo del Regno di Navarra. Il conte Íñigo López, signore di Biscaglia, cedette la fortezza di Bilibio ai Leonesi, che contribuirono alla conquista di La Rioja. In cambio, i monarchi leonesi promisero di sostenere gli interessi personali di Íñigo in Durangaldea, Gipuzkoa e Álava. Íñigo morì nel 1077, e suo figlio, Lope Íñiguez, signore di Biscaglia, ora vassallo del Regno di Castiglia. La signoria sarebbe stata successivamente ereditata da suo figlio, Diego López I de Haro, che servì come Signore di Biscaglia fino al 1134 quando fu sconfitto e probabilmente ucciso da Alfonso il Battitore, re di Aragona e Navarra. La Signoria fu quindi reintegrata in Navarra e Ladrón Íñiguez, uno degli uomini più potenti della corte navarrese, fu nominato Signore di Biscaglia. Dopo la sua morte, nel 1155, suo figlio Vela Ladrón, che all'epoca era anche signore di Álava e Gipuzkoa, divenne signore di Biscaglia e governò attraverso i regni di Alfonso il combattente, García Ramírez e Sancho VI. Durante quel periodo, Lope Díaz I de Haro rivendicò il titolo di Signore di Biscaglia, sebbene non abbia mai messo piede sulla terra durante la sua vita. Nel 1173 Alfonso VIII di Castiglia attaccò il Regno di Navarra e, un anno dopo, con la morte di Vela Ladrón, occupò la Biscaglia e restaurò la casa di Haro: Diego López II de Haro fu nominato Signore di Biscaglia.
Nel 1176 i regni di Navarra e Castiglia firmarono una dichiarazione di pace, accettando l'arbitrato di Enrico II d'Inghilterra. Nuovi confini furono delimitati e ratificati nel 1179. La Biscaglia fu divisa, con la riva sinistra del fiume Nervión che divenne parte della Castiglia, mentre il resto di Biscaglia, Durangaldea e Álava (a est del fiume Bayas) rimasero della Navarra. Diego López II, signore di Biscaglia, giurò fedeltà alla monarchia navarrese e governò Biscaglia fino al 1183. I signori di Biscaglia furono vassalli del Regno di Navarra fino al 1206, quando alla famiglia Haro fu conferito il titolo di alférez alla corte castigliana, e da allora in poi Biscaglia fu nell'area di influenza del regno castigliano, sebbene non vi sarebbe stata completamente integrata se non molto più tardi.

### Dominio della Corona
La signoria di Biscaglia è rimasta nelle mani della famiglia Haro e dei loro discendenti fino al 1370, quando passò al principe Giovanni I di Castiglia, un lontano parente dal lato materno dai primi signori. Successivamente sarebbe succeduto al trono di Castiglia di suo padre, e da quel momento la Signoria rimase legata al regno di Castiglia e, dal regno di Carlo I, alla corona spagnola. Tuttavia, la Signoria mantenne un alto grado di autonomia, attraverso la legge di Biscaglia, o fueros.
Nel 1874, dopo l'abolizione della Prima Repubblica spagnola e l'inizio della Restaurazione, Alfonso XII abolì la legge di Biscaglia e le Juntas Generales; mettendo fine alla Signoria. Da allora, la Biscaglia è stata completamente integrata nella corona spagnola come provincia di Biscaglia.

## Territori

### Tierra Llana

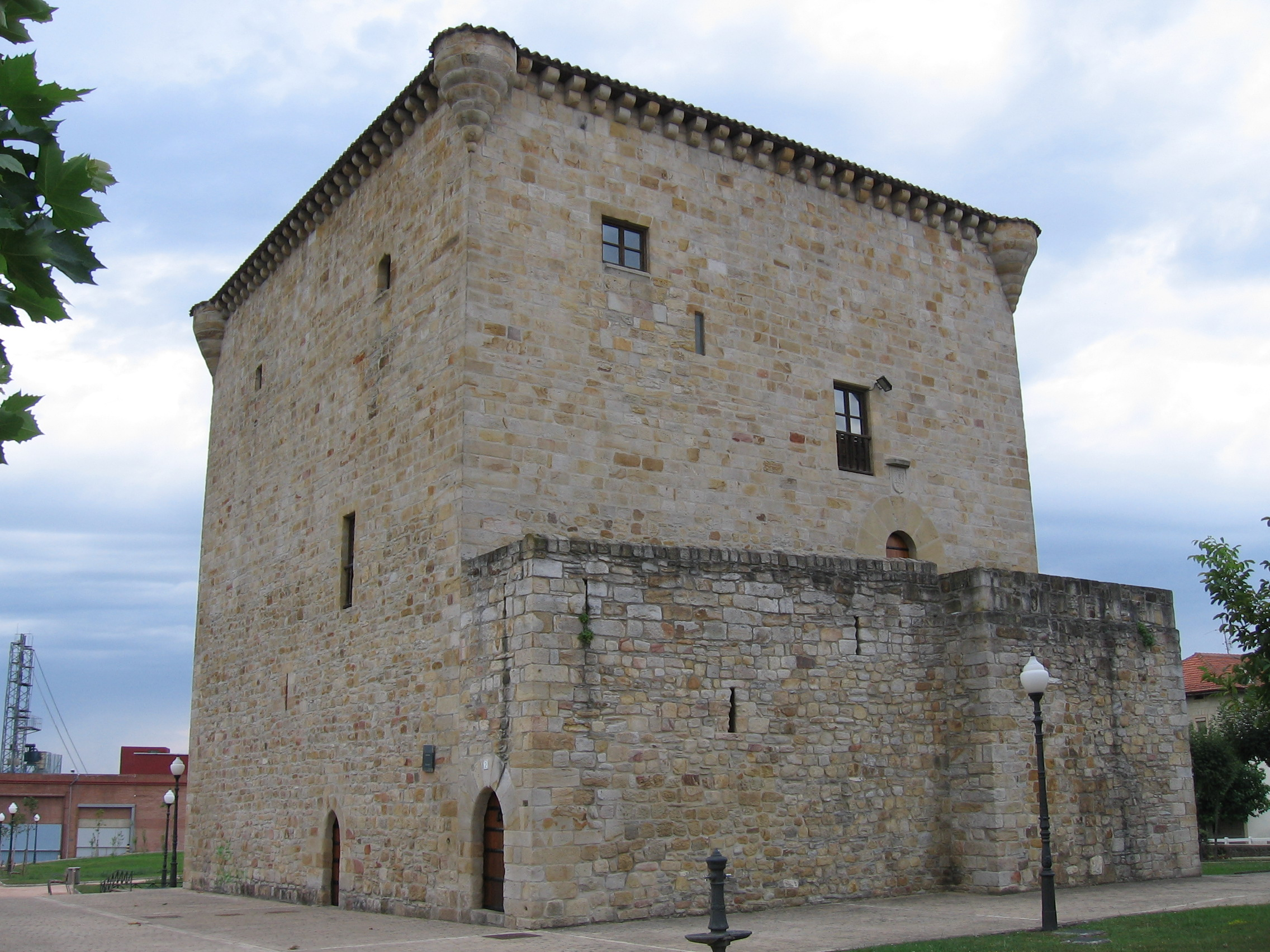
La Torre di guardia di Zamudio

Tierra Llana (letteralmente pianura), si riferisce al territorio che non era protetto da muri di pietra, cioè principalmente aree rurali e fattorie. Questo territorio era organizzato in 72 elizate, raggruppati in sei merindades. Ogni elizate aveva una rappresentanza nelle Juntas Generales.
- Merindad di Busturia (26 elizate): Mundaka (I), Sukarrieta (II), Busturia (III), Murueta (IV), Forua (V), Lumo (VI), Muxika (VII), Arrieta (VIII), Mendata (IX), Arratzu (X), Ajangiz (XI), Ereño (XII), Ibarrangelu (XIII), Gautegiz Arteaga (XIV), Kortezubi (XV), Natxitua (XVI), Ispaster (XVII), Bedarona (XVIII), Aulesti (XIX), Nabarniz (XX), Gizaburuaga (XXI), Amoroto (XXII), Mendexa (XXIII), Berriatua (XXIV), Ziortza (XXV) e Arbatzegi (XXVI).
- Merindad di Markina (2 elizate): Xemein (XXVII) and Etxebarria (XXVIII).
- Merindad di Zornotza (3 elizate): Amorebieta (XXIX), Etxano (XXX) e Ibarruri (XXXI).
- Merindad di Uribe (32 elizate): Gorozika (XXXII), Barakaldo (XXXIII), Abando (XXXIV), Deusto (XXXV), Begoña (XXXVI), Etxebarri (XXXVII), Galdakao (XXXVIII), Arrigorriaga (XXXIX), Arrankudiaga (XL), Lezama (XLI), Zamudio (XLII), Loiu (XLIII), Sondika (XLIV), Erandio (XLV), Leioa (XLVI), Getxo (XLVII), Berango (XLVIII), Sopelana (XLIX), Urduliz (L), Barrika (LI), Gorliz (LII), Laukiz (LIII), Gatika (LIV), Lemoiz (LV), Maruri (LVI), Bakio (LVII), Morga (LVIII), Mungia (LIX), Gamiz (LX), Fika (LXI), Fruiz (LXII), Meñaka (LXIII) e Derio (LXXII).
- Merindad di Bedia (1 elizate): Lemoa (LXIV).
- Merindad di Arratia (7 elizate): Igorre (LXV), Arantzazu (LXVI), Artea (LXVII), Zeanuri (LXVIII), Dima (LXIX), Zeberio (LXX) e Ubide (LXXI).

Tutte queste regioni erano regolate dalla legge della Biscaglia, o fuero. C'erano cinque elizate de facto, che non appartenevano a nessun merindad né avevano alcuna rappresentanza nelle Juntas. Quelli erano Alonsotegi, Arakaldo, Basauri, Zaratamo e Zollo.

### Città e paesi
C'erano 21 città e paesi fortificati, tutti fondati durante il Medioevo. Erano le città di Balmaseda, Bermeo, Bilbao, Durango, Ermua, Gernika, Lanestosa, Lekeitio, Markina, Ondarroa, Otxandio, Portugalete, Plentzia, Mungia, Areatza, Errigoiti, Larrabetzu, Gerrikaitz, Miraballes, Elorrio e Urduña. Lì le città avevano un proprio statuto municipale o carta puebla, con un proprio insieme di leggi diverse da quelle dei fueros.

### Enkarterri

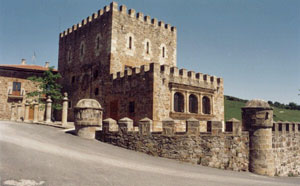
La Casa de Juntas de Avellaneda

La comarca conosciuta come Enkarterri (Las Encartaciones in spagnolo) si trova a ovest del fiume Nervión ed è stata incorporata nella Signoria nel XIII secolo dalla Casata degli Haro. Era tradizionalmente formato da 10 repubbliche, che erano unite in consigli, ciascuna con la propria rappresentanza e governo. Enkarterri aveva la sua juntas e fueros, ma alla fine adottò quelli di Biscaglia. I loro rappresentanti si riunivano nella Juntas de Avellaneda. Un unico rappresentante comune di tutti loro assisteva alle Juntas Generales de Vizcaya. Nel XVII secolo, cinque dei consigli avevano un proprio rappresentante nelle Juntas. Nel 1804, la Juntas de Avellaneda fu sciolta e i suoi consigli furono incorporati nella Tierra Llana. Gli Enkarterri avevano i seguenti consigli: Karrantza, Trutzioz, Artzentales, Sopuerta, Galdames, Zalla, Güeñes, Gordexola, I tre consigli nella valle di Somorrostro (Santurtzi, Sestao e Trapagaran) e i quattro consigli nella valle di Somorrostro (Muskiz, Zierbena, Abanto de Suso e Abanto de Yuso).

### Durango

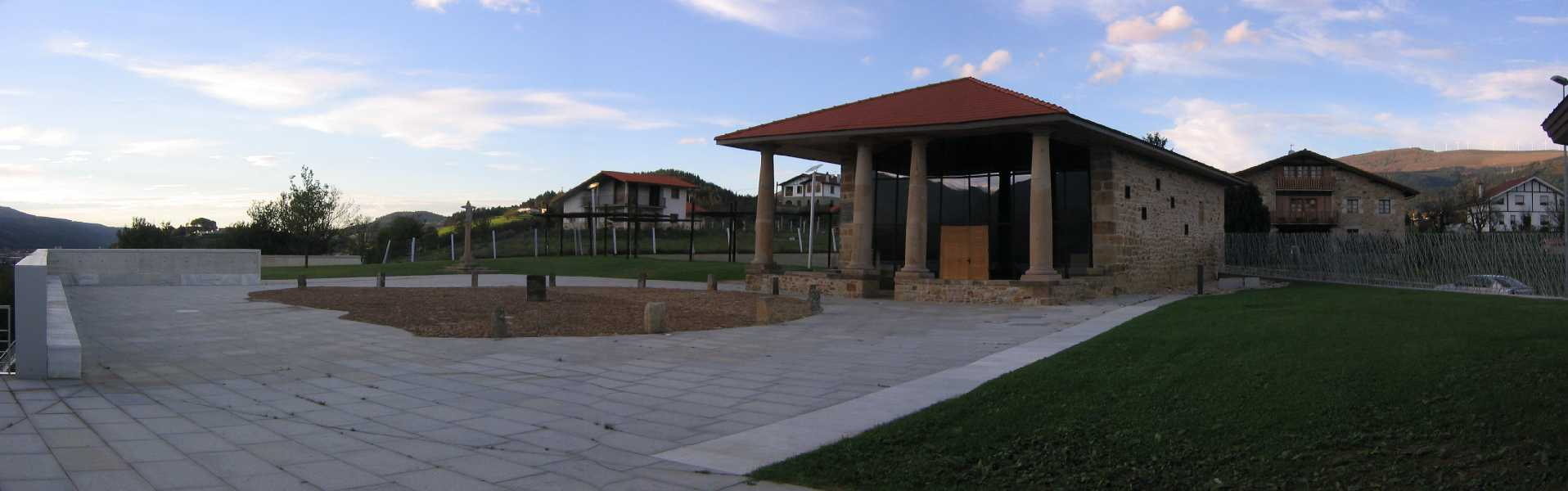
La Casa de Juntas de Gerendiaga

La regione conosciuta come la Contea di Durango (Merindad de Durango in spagnolo) e attualmente conosciuta come Durangaldea è una valle situata lungo il fiume Ibaizabal superiore. Durango e la sua valle erano una regione semiautonoma, controllata dal Regno di Pamplona (poi Navarra) e aveva una propria fuero, e celebravano le proprie Juntas a Gerediaga. Nel 1200 fu conquistata dal Regno di Castiglia e nel 1212 Alfonso VIII di Castiglia donó la terra a Diego López II de Haro, signore di Biscaglia, come ricompensa per i suoi servizi nella battaglia di Las Navas de Tolosa, essendo poi incorporata in Biscaglia. La Merindad di Durango comprendeva i seguenti elizate: Abadiño, Berriz, Mallabia, Mañaria, Iurreta, Garai, Zaldibar, Arratzola, Axpe, Atxondo, Izurtza ed Elorrio.

## Istituzioni politiche

### Juntas Generales de Vizcaya
Le Juntas Generales de Vizcaya erano il massimo organo di governo della Signoria; nei consigli erano rappresentati tutti i territori della Biscaglia. C'erano in totale 72 rappresentanti; ogni elizato ne aveva uno, i paesi e le città ne avevano uno ciascuno.

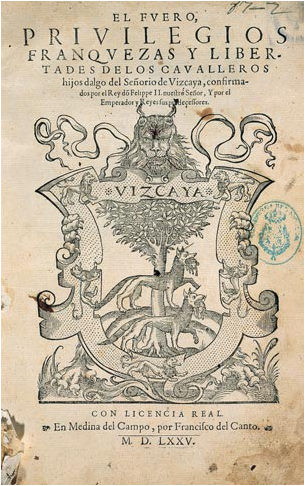
La publiccazione del 1575 della legge di Biscaglia o fuero

### Regimiento General
Il Regimiento General (Reggimento Generale) fu istituito nel 1500 e aveva la funzione di governare il territorio quando le Juntas non si riunivano. Era formato da 12 regidores che erano nominati dalle Juntas e da un corregidor. Il reggimento si riuniva tre volte all'anno e alla fine ottenne il nome di Governo Universale della Signoria.
Il Regimiento Particular (Regimento Particolare) è stato istituito nel 1570 e aveva la funzione di governare in assenza del Regimiento General . Era formato da tutti i regidores che vivevano a Bilbao.

### Diputación General
È stata l'istituzione politica fondamentale della Signoria durante il XVIII secolo. Nel 1645 il Regimiento Particular cambiò nome in Diputación General e ottenne l'autonomia dal Regimiento General. Era formato da sette membri; sei membri generici e un presidente, che era il corregidor. La sua funzione era quella di governare la Juntas Generales, la Diputación aveva competenze in temi militari e finanziari, nonché nella manutenzione delle strade e di enti di beneficenza.

## Elenco dei Signori di Biscaglia
Signore di Biscaglia è il titolo che è stato concesso a coloro che controllavano il territorio di Biscaglia.
Casato degli Haro

Lo stemma araldico della casata degli Haro, signori di Biscaglia tra il XI e il XIV secolo. La sua composizione è la base per lo stemma di molte città e villaggi della Biscaglia.

- Lo stemma araldico della casata degli Haro, signori di Biscaglia tra il XI e il XIV secolo. La sua composizione è la base per lo stemma di molte città e villaggi della Biscaglia.Íñigo López Ezkerra (il mancino), 1040-1077
- Lope Íñiguez, 1077-1093, figlio di Íñigo López
- Diego López I il Bianco, 1093-1124, figlio di Lope Íñiguez

Casato dei Vela
- Íñigo Vélaz, 1124-c. 1131
- Ladrón Íñiguez Navarro, c. 1131-1155, figlio di Íñigo Vela
- Vela Ladrón, 1155-1162, figlio di Ladrón Íñiguez

Casato degli Haro
- Lope Díaz I, il primo da Nájera, 1162-1170, figlio di Diego López I
- Diego López II il Buono, 1170-1214, figlio diLope Díaz I
- Lope Díaz II Cabeza Brava, 1214-1236, figlio di Diego López II
- Diego López III, 1236-1254, figlio di Lope Díaz II
- Lope Díaz III, 1254-1288, figlio di Diego López III
- Diego López IV il Giovane, 1288-1289, figlio di Lope Díaz III
- María Díaz I la Buona, 1289-1295 (prima reggenza), figlia di Lope Díaz III
- Diego López V "el Intruso", 1295-1310, figlio di Diego López III
- María Díaz I la Buona , 1310-1322 (seconda reggenza)
- Juan de Castilla y Haro el Tuerto (con un occhio solo), 1322-1326 figlio di María Díaz I de Haro
- María Díaz I la Buona, 1326-1333, (terza reggenza)

Casato di Borgogna

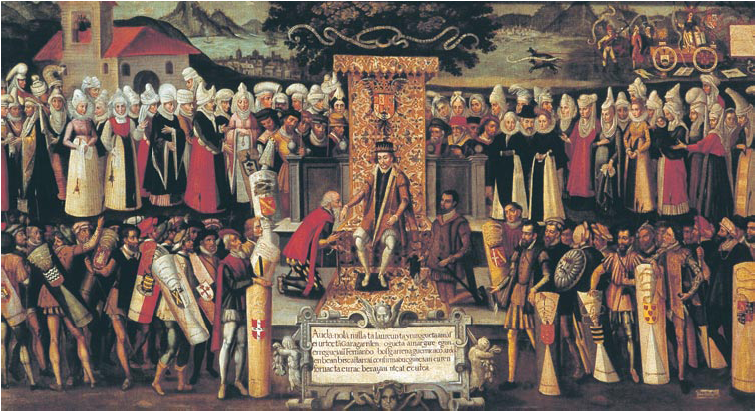
Dopo aver prestato giuramento ai fuero sotto l'albero di Guernica, Re Ferdinando II d'Aragona riceve il tradizionale omaggio del bacio della mano dalle Juntas Generales de Vizcaya, il 30 luglio 1476. Dipinto di Francisco de Mandieta.

- Alfonso XI di Castiglia, 1333-1334

Casato di Lara
- Juan Núñez III de Lara, 1334-1350, pronipote di Diego López III de Haro, insieme alla moglie María Díaz II de Haro, 1334-1348, figlia di Juan de Castilla y Haro
- Nuño Díaz de Lara, 1350-1352, figlio di Juan Núñez de Lara e María Díaz II de Haro
- Juana de Lara, 1352-1359, figlia di Juan Núñez e María Díaz II
- Isabel de Lara, 1359-1361, figlia di Juan Núñez e María Díaz II

Casato di Borgogna-Trastamara
- Tello Alfonso, 1366-1370, figlio di Alfonso XI di Castiglia, Alla sua morte senza figli legittimi, il titolo passò al nipote, anch'egli parente di Lara e Haro.
- Giovanni I di Castiglia, 1370-1379, figlio di Enrico II di Castiglia e pronipote di Juan Núñez III de Lara.

Con la successione di Giovanni I come re di Castiglia nel 1379, la Signoria di Biscaglia fu unita alla Corona di Castiglia. I successivi monarchi castigliani così come i loro successori che governarono tutta la Spagna hanno continuato a rivendicare il titolo di Signore di Biscaglia, fino all'attuale re e attuale detentore del titolo, Felipe VI di Spagna.